# Webnovela
Las webnovelas, también llamadas foronovelas, son historias escritas por autores aficionados a las telenovelas, en la cual publican sus capítulos periódicamente en foros o páginas web. Las foronovelas o webnovelas, tienen su origen en el llamado fan fiction, donde un fanático crea una historia a partir de unos personajes de una teleserie o telenovela. Muchas foronovelas simulan ser telenovelas, incluyendo un elenco ficticio de reconocidos artistas y hasta bandas sonoras. Por otro lado en países asiáticos se utiliza este término para referirse a libros escritos para ser publicados en la web, usualmente publicando un capítulo semanal o mensualmente, pueden ser de cualquier género, historias cortas o extensas, publicadas en sitios de acceso gratis o de pago.
Si bien, este formato aún no tiene parámetros definidos. Hay varios tipos de webnovelas, entre ellos y el de más demanda es el ya dicho anteriormente en el que sus autores simulan hacer una telenovela; este tipo desarrolla más la metodología del guion televisivo. Puede haber webnovelas que no necesariamente simulen ser telenovelas, pero que siguen teniendo presente el fan fiction, como por ejemplo, historias basadas en reconocidos grupos musicales o cantantes (Justin Bieber, One Direction o Selena Gomez por citar algunos). Las telenovelas producidas exclusivamente para su emisión en Internet son otro tipo de webnovelas, pero que se alejan del fan fiction.
Fuentes confiables mencionan que la primera foronovela en ser publicada en un foro se llama "Amistad Perdida", escrita por Pato (Patricio Sesnich) de Chile, pero, lamentablemente, desapareció del ciberespacio. Por lo tanto, la foronovela más antigua que todavía se puede leer por Internet se llama "Todo cambiara", escrita por Rafa Ochoteco de Puerto Rico.
Los países en donde se publican estas webnovelas son:
Argentina, Brasil, Chile, Colombia, Eslovaquia, España, Estonia, México, Perú, Polonia, Puerto Rico, República Checa, República Dominicana, Rumania, Rusia, Serbia, Uruguay y Venezuela, aunque en varios países se les llama de otra forma. Más adelante se abundará en el tema.
En el caso de las webnovelas asiáticas, sus principales mercados son China, Corea del Sur y Japón. Solo en Corea del Sur, el mercado de las webnovelas pasó de $ 188 millones en el año 2013 a $ 940 millones en el año 2017.

## Ciberseries
Una variante de las webnovelas, son las llamadas ciberseries (o cyberseries), que son lo más parecido a las series norteamericanas. Normalmente se dividen en temporadas con una media de 22 episodios y sus actores por lo general son de países anglosajones.

## Características
Normalmente las foronovelas se caracterizan por lo siguiente:
- Tienen de 40-60 capítulos.

- Se combinan actores de telenovelas, con actores de cine y modelos.

- Utilizan jerga dependiendo del país de donde se escriban las historias.

- Pueden escribirse utilizando el diálogo masivamente, o desarrollando más la parte narrativa como si se tratase de una novela.

## Canales de webnovelas
Con el paso de los años han sido muchos los portales de Internet que han pretendido promocionar las webnovelas emulando a los tradicionales canales de televisión, emitiendo esas webnovelas, por ejemplo, de lunes a viernes, como si de cadenas de verdad se tratasen. El primer canal de este tipo del que se tiene constancia es UTV (Unión de Teleseries Virtuales), de origen latinoamericano, que ya desapareció. También se perdieron en el ciberespacio otros canales como Virtual FOX o PJDreams.
Aunque en la actualidad el recurso más utilizado para la promoción de webnovelas son las productoras, desde 2005 han ido naciendo los llamados "cibercanales de nueva generación" que, aunque están más enfocados a la emisión de ciberseries, aún mantienen algunas webnovelas en sus parrillas. El mejor ejemplo de canal de este tipo es laDox (ver "enlaces externos").
También destaca el Foro Hot | Box, un Archivo de webnovelas dedicadas exclusivamente a la pareja del momento: Paola Rey y Juan Alfonso Baptista (Gato), conocidos por sus personajes de Oscar Reyes y Jimena Elizondo en "Pasión de Gavilanes". En dicho foro solo se aceptan aquellas webnovelas con buena expresión lingüística, vocabulario, y en definitiva las mejores de la web. Hoy en día registra la increíble difra de 426 miembros registrados y está activo en todo momento porque también tiene apartados dedicados a la música, cine, TV y cotilleos.
Entre los lugares más tradicionales para promocionar las foronovelas están el foro de webnovelas del Fotech (Foro de Televisión y Espectáculos de Chile), el Área de Ficción Virtual (antes Rincón Creativo Virtual), y el foro de webnovelas de Univision.com.
Fiction TV es, en estos momentos, el canal de webnovelas más importante del medio. Apostando por asemejarse todo lo posible a un canal televisivo. Siendo los administradores: Pspain, Rafa y Jake LaMotta, antes conocido como Blades.

## Premios
La gran demanda que hay en foronovelas ha motivado a algunos moderadores a crear una serie de premios a las foronovelas más exitosas. Por lo general, son los lectores así como otros foronovelistas quienes votan por su favorita. Entre los premios más destacados, esta la categoría de foronovelas de los "Premios Fotech", y los premios "Webnovela Internacional" (más conocidos como los premios "Acka", en honor a su creadora). La desventaja de los premios es la escasa participación de votantes lo que impide que sean más objetivos.

## Revistas virtuales
Con la finalidad de difundir y promocionar sus escritos, se realizan revistas virtuales. Algunas simular ser revistas impresas, pero, con la diferencia que se publican en Internet. La circulación depende de los escritos pero, por lo general, su lanzamiento es mensual.